# HD164584
HD164584 — хімічно пекулярна зоря спектрального класу A6, що має видиму зоряну величину в смузі V приблизно  5,4.
Вона  розташована на відстані близько 1105,6 світлових років від Сонця.